# Maria Gallo
Pas d'image ? Cliquez ici

a Compétitions nationales et continentales officielles uniquement.

b Matchs officiels uniquement.
Dernière mise à jour le 25 février 2025.
Maria Eugenia Gallo est une joueuse canadienne de rugby à XV, née en Argentine le 21 septembre 1977, occupant les postes de Centre ou d'ailière.

## Biographie
Maria Gallo obtient 55 sélections avec l'équipe du Canada.

## Palmarès
- Participations à la Coupe du monde féminine de rugby à XV 2002, 2006 : quatrième place.